# Brixia inornata
Brixia inornata är en insektsart som beskrevs av William Lucas Distant 1911. Brixia inornata ingår i släktet Brixia och familjen kilstritar.
Artens utbredningsområde är Singapore. Inga underarter finns listade i Catalogue of Life.